# Escloper
Escloper és l'artesà que es dedica a la fabricació d'esclops.
Als Països Catalans ha tingut tradició la indústria dels esclops de la Garrotxa (Olot, Argelaguer, Castellfollit de la Roca, Besalú), de caràcter familiar, i també n'hi hagué a Vic i a Berga; hom emprava fusta de pi, més calenta, però fou substituïda per la de pollancre, més lleugera. Els esclopers, en colla, plantaven els bancs de buidar als boscs durant el bon temps. Hi hagué també obradors mecànics, especialment a l'Alt Empordà (Figueres, Bellcaire).